# Diode Schottky

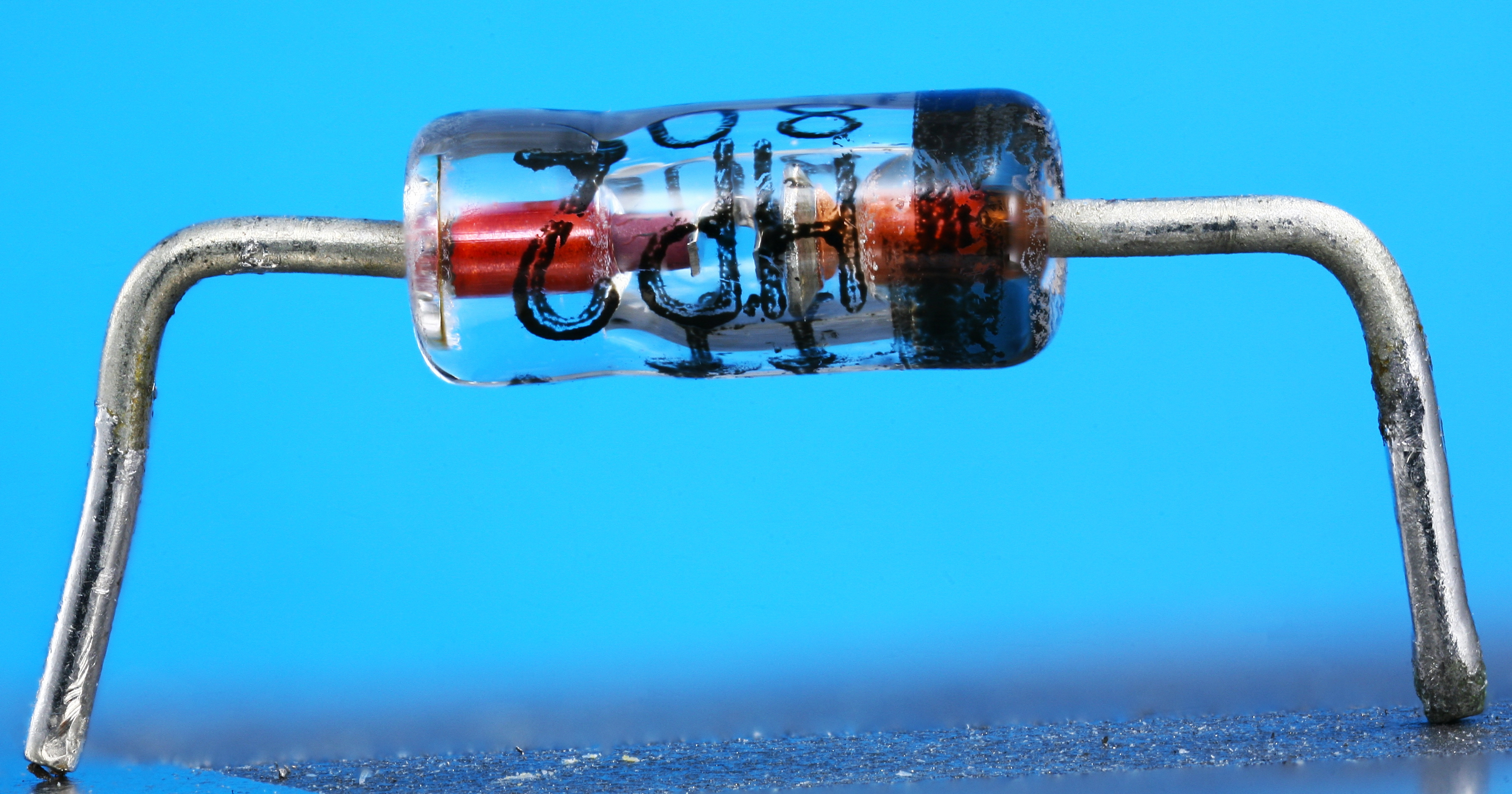
Une diode Schottky.

Symbole de la diode Schottky.

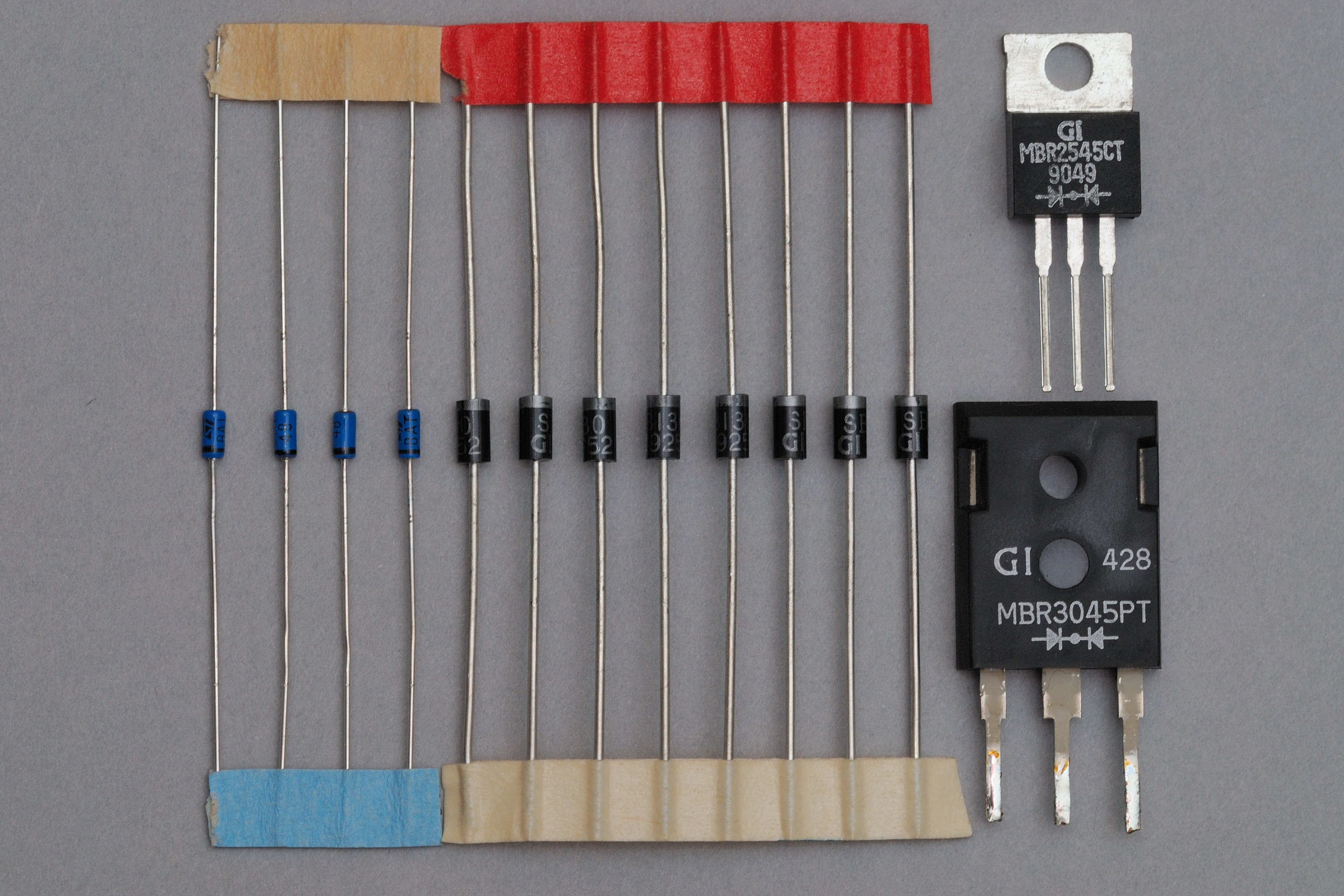
Diodes Schottky.

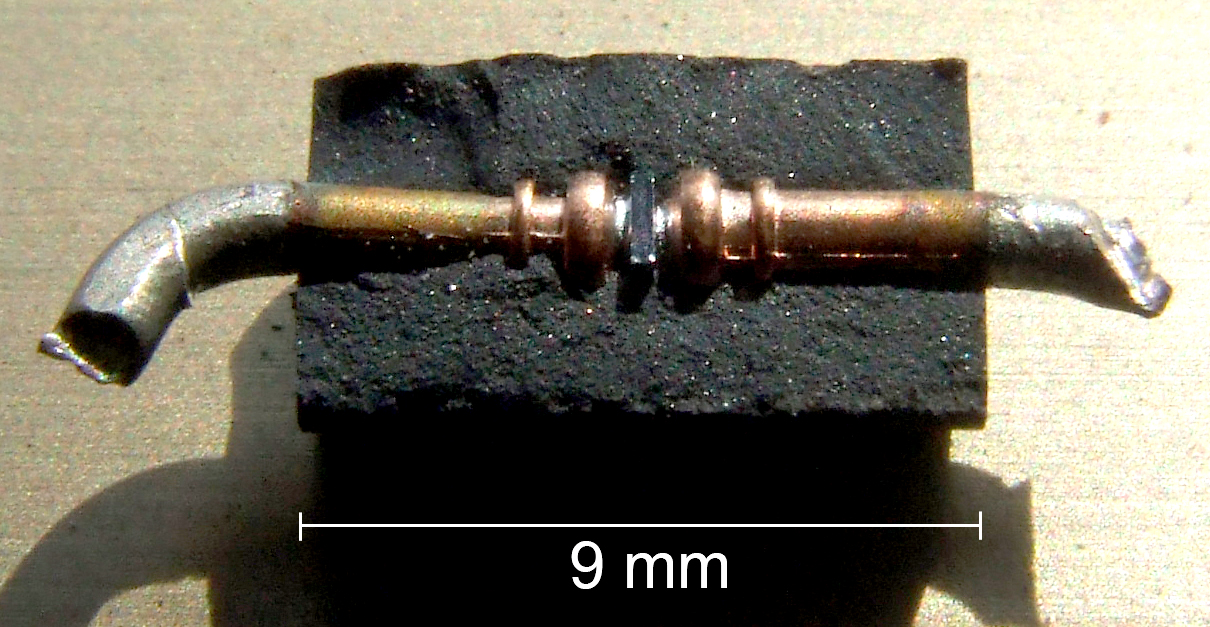
Coupe d'une diode Schottky.

Une diode Schottky (nommée d'après le physicien allemand Walter H. Schottky) est une diode qui a un seuil de tension directe très bas et un temps de commutation très court. Ceci permet la détection des signaux HF faibles et hyperfréquences, la rendant utile par exemple en radioastronomie. On l'utilise aussi pour sa capacité à laisser transiter de relativement fortes intensités pour le redressement de puissance avec des pertes par effet Joule réduites du fait de sa faible chute de tension.

## Historique
L'ancêtre de la diode Schottky utilisait deux matériaux « naturels » (une pointe d'acier et un cristal de galène), dans le poste à galène.
Parmi les diodes Schottky les plus courantes, on trouve la 1N5817, et des jonctions métal-semiconducteur Schottky sont présentes dans les composants logiques des familles 74S, 74LS, 74F et 74AF pour leur vitesse de commutation élevée et leur faible chute de tension.

## Description et caractéristiques
Une diode Schottky utilise une jonction métal-semiconducteur (au lieu d'une jonction P-N comme les diodes conventionnelles). Alors que les diodes standard en silicium ont une tension de seuil d'environ 0,6 volt, les diodes Schottky ont une tension de seuil (pour un courant de polarisation direct d'environ 1 mA) dans la gamme de 0,15 V à 0,45 V, ce qui les rend utiles en limitation de tension et en prévention de saturation des transistors. Elles sont également très appréciées comme diodes de commutation (électronique de puissance) du fait de l'absence totale de phénomène de recouvrement inverse de charge.
Les inconvénients de ces diodes par rapport aux diodes à jonction P-N sont une tension de claquage en inverse beaucoup plus faible (40 V pour une diode Schottky standard), un courant en polarisation inverse plus élevé, ainsi qu'une plage de fonctionnement en température moins importante. Malgré les progrès effectués, ces diodes sont donc plus fragiles dans ces conditions.

## Utilisation

### Protection statique (ESD)
Une utilisation courante des diodes Schottky est de protéger les entrées des composants sensibles aux décharges électrostatiques. Dans ce montage, deux diodes en série entre le plus et la masse avec l'entrée à protéger connectée entre les deux diodes permet de limiter la tension sur l'entrée à Vcc + Vseuil et GND - Vseuil. Leur faible tension de seuil et leur rapidité de commutation les rendent intéressantes pour ce genre d'applications. Cependant, elles ne protègent pas contre des événements de l'ordre de la nanoseconde ou moins.